# آرسی راب
آرسی راب (انگلیسی: R. C. Robb) یک دونده اهل بریتانیا است که در بازی‌های المپیک تابستانی ۱۹۰۸ شرکت کرده بود.